# Eurovision Song Contest 1958
La terza edizione del Gran Premio Eurovisione della Canzone si tenne a Hilversum (Paesi Bassi),  sede della televisione pubblica olandese, il 12 marzo 1958.
La canzone olandese Net als toen cantata da Corry Brokken portò la prima vittoria per i Paesi Bassi a Francoforte sul Meno l'anno precedente e la TV olandese fu orgogliosa di ospitare l'edizione del 1958. È stata la prima volta che il paese vincitore dell'edizione precedente ha ospitato la competizione. Per l'occasione, lo studio fu decorato con migliaia di tulipani.
L'edizione è stata vinta dalla canzone francese Dors, mon amour cantata da André Claveau.

## Storia
Dal 1958, il Gran Premio dell'Eurovisione diventò un evento annuale. Quell'anno il Regno Unito non partecipò al concorso (fu il primo ritiro in assoluto nella storia del concorso) e questo permise alla Svezia di fare il suo debutto con una grandissima stella svedese, Alice Babs. Alcune delle canzoni eseguite divennero popolari nei rispettivi paesi e nelle classifiche di altri, come la canzone presentata dalla Francia, Dors, mon amour eseguita da André Claveau, poi vincitore del Gran Premio, e Nel blu dipinto di blu, eseguita da Domenico Modugno. Il brano italiano, anche conosciuto come Volare, sebbene arrivato terzo sarebbe diventato un grande successo mondiale forte del lancio e della vittoria al Festival di Sanremo il 1º febbraio precedente. La stessa può essere considerata come una delle canzoni di maggiore successo nella storia della competizione. Modugno raggiunse la prima posizione nella classifica americana Billboard Hot 100 e ottenne due Grammy Award.

## Stati partecipanti

Stati partecipanti
Paesi che hanno partecipato in passato ma non nel 1958

Stati partecipanti
     Paesi che hanno partecipato in passato ma non nel 1958
| Stato                       | Artista          | Brano                            | Lingua            | Processo di selezione                                          |
| --------------------------- | ---------------- | -------------------------------- | ----------------- | -------------------------------------------------------------- |
| Austria                     | Liane Augustin   | Die ganze Welt braucht Liebe     | Tedesco           | Finale nazionale                                               |
| Belgio                      | Fud Leclerc      | Ma petite chatte                 | Francese          | Finale nazionale                                               |
| Danimarca                   | Raquel Rastenni  | Jeg rev et blad ud af min dagbog | Danese            | Dansk Melodi Grand Prix 1958, 16 febbraio 1958                 |
| Francia                     | André Claveau    | Dors, mon amour                  | Francese          | Selezione interna per l'artista; Finale nazionale per il brano |
| Germania                    | Margot Hielscher | Für zwei Groschen Musik          | Tedesco           | Schlager 1958, 20 gennaio 1958                                 |
| Lussemburgo                 | Solange Berry    | Un grand amour                   | Francese          | Interno                                                        |
| Italia                      | Domenico Modugno | Nel blu dipinto di blu           | Italiano          | Festival di Sanremo 1958, 1º febbraio 1958                     |
| Paesi Bassi (organizzatore) | Corry Brokken    | Heel de wereld                   | Olandese          | Nationaal Songfestival 1958, 11 febbraio 1958                  |
| Svezia                      | Alice Babs       | Lilla stjärna                    | Svedese           | Interno                                                        |
| Svizzera                    | Lys Assia        | Giorgio                          | Tedesco, Italiano | Interno                                                        |

## Struttura di voto
Dieci membri della giuria per ogni paese partecipante che danno un punto alla canzone preferita.

## Orchestra
Diretta dai maestri: Paul Burkhard (Svizzera), Willy Fantel (Austria), Kai Mortensen (Danimarca), Franck Pourcel (Francia), Alberto Semprini (Italia) e Dolf Van Der Linden (Paesi Bassi, Lussemburgo, Svezia, Belgio e Germania).

## Classifica

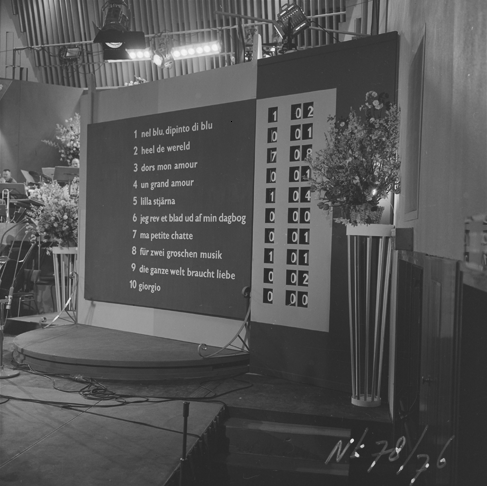
I punti assegnati dopo il voto dell'Austria

| N° | Stato          | Cantante         | Canzone                          | Punti | Posizione |
| -- | -------------- | ---------------- | -------------------------------- | ----- | --------- |
| 01 | Italia         | Domenico Modugno | Nel blu dipinto di blu           | 13    | 3         |
| 02 | Paesi Bassi    | Corry Brokken    | Heel De Wereld                   | 1     | 9         |
| 03 | Francia        | André Claveau    | Dors Mon Amour                   | 27    | 1         |
| 04 | Lussemburgo    | Solange Berry    | Un Grand Amour                   | 1     | 9         |
| 05 | Svezia         | Alice Babs       | Lilla Stjärna                    | 10    | 4         |
| 06 | Danimarca      | Raquel Rastenni  | Jeg Rev Et Blad Ud Af Min Dagbog | 3     | 8         |
| 07 | Belgio         | Fud Leclerc      | Ma Petite Chatte                 | 8     | 5         |
| 08 | Germania Ovest | Margot Hielscher | Für Zwei Groschen Musik          | 5     | 7         |
| 09 | Austria        | Liane Augustin   | Die Ganze Welt Braucht Liebe     | 8     | 5         |
| 10 | Svizzera       | Lys Assia        | Giorgio                          | 24    | 2         |

## Curiosità
- Lys Assia, la cantante svizzera vincitrice dell'edizione del 1956, rappresentò per la terza volta il suo paese natale e per soli 3 punti non vinse anche questa edizione.
- Dopo aver vinto il Gran Premio Eurovisione della Canzone del 1957, Corry Brokken si classificò ultima e fu la sua ultima partecipazione alla competizione come cantante. Tuttavia, tornò sul palco della competizione come presentatrice nel 1976 e nel 1997 presentò i voti olandesi come portavoce.
- Come già detto per l'Italia partecipò Domenico Modugno, che interpretò Nel blu dipinto di blu, classificandosi al terzo posto; la sua canzone non fu ricevuta correttamente in alcuni paesi, cosicché lo stesso interprete dovette cantarla ancora alla conclusione della presentazione di tutte le altre canzoni.